# Carl Petter Dahlström
Carl Petter Dahlström, född ca 1705, död 4 mars 1794, var en svensk möbelsnickare. Dahlström gesällvandrade 1745–1755 i Nordeuropa och Frankrike, där han i Paris kom i lära hos den tidens främste ebenist Jean-François Oeben. Hos denne lärde sig Dahlström faneringstekniken marqueterie à fleurs eller blomsterintarsia, som var en metod för att möta rokokons krav på fanering av dubbelvälvda kroppar. Mycket tack vare rekommendationer av C.J. Cronstedt blev Dahlström efter hemkomsten till Sverige utnämnd till kunglig ebenist den 19 november 1756. Han finns representerad på Nationalmuseum med en byrå som han tillverkade tillsammans med Lorentz Nordin. Dahlström överlämnade 1769 sina privilegier till Niclas Palmgren och ägnade sig därefter åt restaurangverksamhet.